# Psychotria cardiophylla
Psychotria cardiophylla är en måreväxtart som beskrevs av Elmer Drew Merrill. Psychotria cardiophylla ingår i släktet Psychotria och familjen måreväxter. Inga underarter finns listade i Catalogue of Life.